# Engoulevent de Salvadori
Caprimulgus pulchellus
Espèce
Statut de conservation UICN

 LC  : Préoccupation mineure
L’Engoulevent de Salvadori (Caprimulgus pulchellus) est une espèce d'oiseau de la famille des Caprimulgidae.
Son nom normalisé français commémore son descripteur Adelaro Tommaso Paleotti Salvadori (1835-1923).
Il fréquente la forêt entre 800 et 2 200 m.

## Sous-espèces
D'après Alan P. Peterson, cette espèce est constituée des deux sous-espèces suivantes :
- Caprimulgus pulchellus pulchellus Salvadori, 1879 — Bukit Barisan ;
- Caprimulgus pulchellus bartelsi Finsch, 1902 — Java.